# إريك فايل
إيريك فايل'(1904-1972) فيلسوف ألماني درس الفلسفة في فرنسا وأخذ الجنسية الفرنسية.
من أهم أعماله «منطق الفلسفة».
ويدافع إريك فايل عن الفلسفة ودورها ورفض السذاجة والقيم السائدة غير الخاضعة لمعول النقد والمساءلة ،وكذا إعمال الفلسفة للعقل والبحث عن المعنى ورفض العنف والوثوقية الدوغمائية.